# Aethodes
Aethodes là một chi bướm đêm thuộc họ Noctuidae.

## Các loài
- Aethodes angustipennis Hampson, 1918